# ويليام جونز (سياسي أمريكي)
ويليام جونز (بالإنجليزية: William Jones) هو سياسي أمريكي، ولد في 8 نوفمبر 1894، وتوفي في 1977. حزبياً، نشط في الحزب الجمهوري. وقد انتخب عضو جمعية ولاية ويسكونسن.